# Ştefan Neaga
Ștefan Neaga (moldavo: Штефан Няга, ruso: Степан Тимофеевич Няга, transliteración: Stepan Timofeyevich Niaga; Chișinău, Gobernación de Besarabia, Imperio ruso, 7 de diciembre de 1900  – ibidem, 30 de mayo de 1951) fue un compositor moldavo.

## Biografía
Es hijo del compositor moldavo de folk Timofei Neaga. Desde muy temprana edad fue pianista en la orquesta de su padre. A los 18 años, se graduó con distinción alta en la Escuela de Música de Chisináu, en la clase de piano del profesor prominente y pianista Juliy (Idely) Guz. Por aquel tiempo conoció al virtuoso rumano Grigoraș Dinicu quien le invitó a su grupo como pianista de concierto, acompañante y organizador. En 1920 entró en la clase de piano de la Academia de Música en Bucarest, Rumania. No acabó su curso en composición debido a sus visitas concertadas como virtuoso pianista, en su repertorio incluyó trabajos de Bach, Beethoven, Chaikovski, Chopin, Liszt, Debussy, Ravel, R. Strauss, etc.
En 1926, volvió a la Academia de Música, Teatro y Bellas artes en la clase de composición de Dimitrie Cuclin. Allí esté absorbido por el entusiasmo de componer, y, después de graduarse en la Academia (en 1931), decidió ir a París donde se reunió otra vez Grigoraș Dinicu. Allí se le aconsejó entrar en el École Normale de Musique de París, en la clase de composición de Nadia Boulanger, (Piano) con Alfred Cortot, y conduciendo con Charles Munch.
Junto a Eduard Lazarev, Emilian Bukov y Ivan Bodarev, compusó el himno de la RSS de Moldavia en 1945, aunque esa versión fue modificada por Eduard Lazarev en 1980.
La escuela de música de Chișinău fundada en 1945, lleva su nombre en honor a él. Dicho colegio lleva por nombre Colegiul de Muzica Ștefan Neaga.